# Parapeleconus latefasciatus
Parapeleconus latefasciatus là một loài bọ cánh cứng trong họ Cerambycidae.